# The Sims Historie: Z bezludnej wyspy
The Sims Historie: Z bezludnej wyspy (ang. The Sims Castaway Stories) – ostatnia część z trzech części pobocznego cyklu gier The Sims – The Sims Historie. Gra wykorzystuje procesor graficzny The Sims 2 i kilka elementów z jej dodatków. Gra osadzona jest w realiach tropikalnej wyspy. Gra w Polsce została wydana 1 lutego 2008 roku przez Electronic Arts.

## Rozgrywka
Tak jak poprzednie części cyklu The Sims Historie, gra oferuje nam dwa tryby rozgrywki – fabularny oraz swobodny. Gra została zaprojektowana z myślą o komputerach przenośnych.

### Tryb fabularny
W przeciwieństwie do poprzednich tytułów spin-offowej serii w grze mamy możliwość rozegrania tylko jednego trybu opowieści. Na początku gry możemy wybrać bohatera, którym będziemy rozgrywać historię. Do wyboru mamy Janinę Rycerz oraz Rogera Balona. Możemy także stworzyć własnego sima co również jest nowością. Akcja rozpoczyna się od cut-scenki, w której to ekskluzywny statek wycieczkowy, którym porusza się nasz bohater – Łososiowa Królowa rozbija się nieopodal bezludnej wyspy. Sim zostaje wyrzucony przez fale na jedną z plaży. W grze dostajemy specjalne zadania do wykonania. Początkowo dotyczą one stosunkowo prostych do rozwiązania problemów, jak chociażby postawienia prymitywnego namiotu, czy zebrania odpowiedniej ilości pożywienia. W dalszej fazie rozgrywki przystępujemy jednak do wykonywania bardziej złożonych zleceń, przybliżających naszą postać do powrotu do cywilizacji. Równolegle eksplorujemy tropikalną wyspę, na której znalazł się główny bohater, odkrywamy jej tajemnice a także wchodzimy w interakcje z innymi rozbitkami oraz zamieszkującymi okoliczne tereny tubylcami. W miarę postępów w zabawie odblokowujemy nagrody, które możemy następnie umieścić w swojej chatce. W sumie do pokonania są 23 rozdziały historii, co daje około 6-8 godzin zabawy. Po ukończeniu wszystkich zadań gra zmienia się w zwykłą rozgrywkę swobodną.

### Tryb swobodny
Tryb klasyczny przypomina znany z tradycyjnej odmiany gier The Sims swobodną, nieregulowaną fabularnymi zadaniami, rozgrywkę. Możemy stworzyć własnych Simów i ich dom, a następnie samemu decydować o tym, w jaki sposób poradzą sobie w nieznanym i zaskakującym otoczeniu. Jedyna znacząca różnica pomiędzy zwykłymi grami The Sims polega na tym, iż wszystkie parcele znajdują się na tropikalnej wyspie podobnej do tej, którą mieliśmy okazję poznać w trybie fabularnym.